# Palazzina di caccia di Stupinigi
La palazzina di caccia di Stupinigi è una residenza, originariamente adibita alla pratica dell'attività venatoria, eretta per i Savoia fra il 1729 e il 1733 su progetto dell'architetto Filippo Juvarra. Il sito, facente parte del circuito delle residenze sabaude in Piemonte, nel 1997 è stato proclamato patrimonio dell'umanità dall'UNESCO. La palazzina è situata nella località di Stupinigi (frazione di Nichelino), alla periferia sud-occidentale di Torino, dal cui centro storico dista circa 10 chilometri.
Nel 2016 il complesso museale ha raggiunto quota 115 000 visitatori.

## Localizzazione
La palazzina di caccia di Stupinigi (nei pressi di Torino) è situata nell'unica frazione omonima del comune di Nichelino, a 10 chilometri a sud di Torino, in Italia. Con il termine palazzina di caccia, si intende propriamente il complesso palatino; i domini di Stupinigi, invece, comprendevano l'attuale Parco naturale di Stupinigi.

## Storia

### Le origini
Il territorio definito in età medioevale Suppunicum, presentava già un piccolo castello, tuttora visibile a levante della palazzina (via Vinovo di Nichelino), che anticamente era stato realizzato con l'intento di difendere il paese di Moncalieri: esso era possedimento dei Savoia-Acaia, un ramo cadetto della dinastia regnante del Piemonte, e passò sotto la proprietà del duca Amedeo VIII di Savoia solo quando l'ultimo degli Acaia morì, nel 1418. Amedeo VIII decise quindi di lasciare il castello in proprietà nel 1439 ad un membro della famiglia con cui era imparentato, il marchese Pallavicino di Zibello.
I Savoia, ad ogni modo, riuscirono a rientrarne in possesso quando Emanuele Filiberto ne reclamò la proprietà nel 1564 espropriandolo ai Pallavicino. Per volontà del duca, il castello e le terre adiacenti vennero quindi lasciate all'Ordine Mauriziano. Dal momento che il gran maestro dell'Ordine era contestualmente anche il capo di Casa Savoia, il fortilizio di Stupinigi si trovò ad essere gestito direttamente dai vari sovrani sabaudi. Fu proprio durante il periodo di Emanuele Filiberto che le ricche terre adiacenti al castello divennero uno dei luoghi prediletti dal sovrano e dalla sua corte per le battute di caccia, insieme ai boschi di Altessano (dove a metà Seicento venne costruita la reggia di Venaria Reale).

### Il Settecento e lo splendore della trasformazione in palazzina di caccia del re

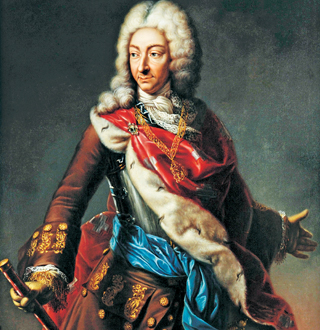
Vittorio Amedeo II di Savoia che fece trasformare radicalmente il complesso di Stupinigi per edificarvi una reggia degli svaghi dedicata alla caccia.

Fu Vittorio Amedeo II di Savoia a decidere la trasformazione del complesso in forme degne del titolo reale cui era ascesa Casa Savoia. Nell'aprile 1729, quando già aveva deciso di abdicare, egli affidò il progetto a Filippo Juvarra. Una sorta di lascito per il suo primo architetto civile e per il figlio Carlo Emanuele III. 
Formalmente la palazzina di caccia fu inaugurata alla festa di sant'Uberto del 1731 e da allora vi si tennero numerose battute di caccia. Tuttavia, la fabbrica fu terminata (nella sua fase juvarriana) solo con i lavori del triennio 1735-37, quando, fra l'altro, si concluse la decorazione degli appartamenti del re e della regina. A causa della guerra di successione polacca la vera inaugurazione del complesso alla vita di corte avvenne, però, nel maggio 1739, in occasione della visita a Torino del granduca di Toscana Francesco II, futuro imperatore del Sacro Romano Impero e fratello della regina di Sardegna Elisabetta Teresa.
È importante comprendere che, nel Settecento, Stupinigi non era una vera e propria residenza, nel senso di luogo in cui sovrani e corte si trasferivano per soggiorni più o meno lunghi. Come mostrano studi recenti, i sovrani sabaudi risiedevano a Torino solo per alcuni mesi, normalmente da Natale a Pasqua: dopo di che essi iniziavano a trasferirsi nel circuito delle residenze che circondava la capitale, alternando tali soggiorni a viaggi fuori dal Piemonte (soprattutto in Savoia e, più raramente, nel Nizzardo). Le loro residenze principali restarono sino a fine Settecento la Venaria e Moncalieri. Stupinigi era usata, normalmente, come palazzina di caccia, ed era luogo di brevi soggiorni, normalmente una o due notti al massimo. Ciò spiega perché sino alla Restaurazione, Stupinigi non avesse un proprio governatore (come avevano, invece, Venaria e Moncalieri).
Anche se le residenze di Venaria e di Moncalieri (quest'ultima soprattutto dal 1773, con l'ascesa al trono di Vittorio Amedeo III e Maria Antonia Ferdinanda) restavano le principali sedi delle feste di corte, dagli anni Sessanta del XVIII secolo anche Stupinigi fu usata, pur se occasionalmente, per importanti ricevimenti, in particolar modo in occasioni di visite di ospiti importanti. Di grande importanza fu poi la festa del 1773 per il matrimonio tra Maria Teresa di Savoia e il conte d'Artois (il futuro re di Francia Carlo X). Fra gli ospiti vanno ricordati almeno l'imperatore Giuseppe II, nel 1769, lo zarevic Paolo Romanov (futuro zar Paolo I) e sua moglie nel 1782 e il re di Napoli Ferdinando I di Borbone, con la moglie Carolina nel 1785.
La costruzione fu ampliata durante i regni di Carlo Emanuele III e Vittorio Amedeo III con il contributo di altri architetti, tra i quali Giovanni Tommaso Prunotto, Lodovico Bò e Benedetto Alfieri. Nel 1740 furono aggiunte altre due ali, ospitanti le scuderie e le rimesse agricole che fiancheggiano il lungo viale alberato d'ingresso alla tenuta.

### L'Ottocento

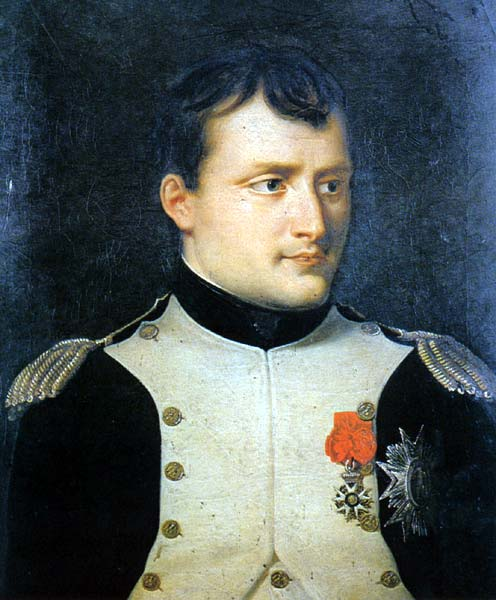
Napoleone Bonaparte soggiornò a Stupinigi nel 1805.

Napoleone Bonaparte soggiornò al palazzo dal 5 maggio al 16 maggio 1805, prima di recarsi a Milano per la sua incoronazione a re d'Italia. Qui egli discusse con le principali cariche politiche di Torino, accogliendo il sindaco, la magistratura e il clero, con a capo l'arcivescovo Carlo Luigi Buronzo del Signore. Sembra che il cardinale, severamente redarguito dall'imperatore per le sue presunte corrispondenze con Carlo Emanuele IV di Savoia, sia stato oggetto di una discussione che ebbe come risultato la sua sostituzione con il vescovo di Acqui Terme, monsignor Giacinto della Torre.
Nel 1808, seppur sempre per brevi periodi, soggiornò alla palazzina Paolina Bonaparte con il marito, il principe Camillo Borghese, allora governatore generale del Piemonte.
Nel 1832 la palazzina tornò ad essere proprietà della famiglia reale e il 12 aprile 1842 vi fu celebrato il matrimonio tra Vittorio Emanuele II, futuro primo re d'Italia, e l'austriaca Maria Adelaide d'Asburgo-Lorena. Il complesso venne quindi ceduto al demanio statale nel 1919 e nel 1925 fu restituita, con le proprietà circostanti, all'Ordine Mauriziano.

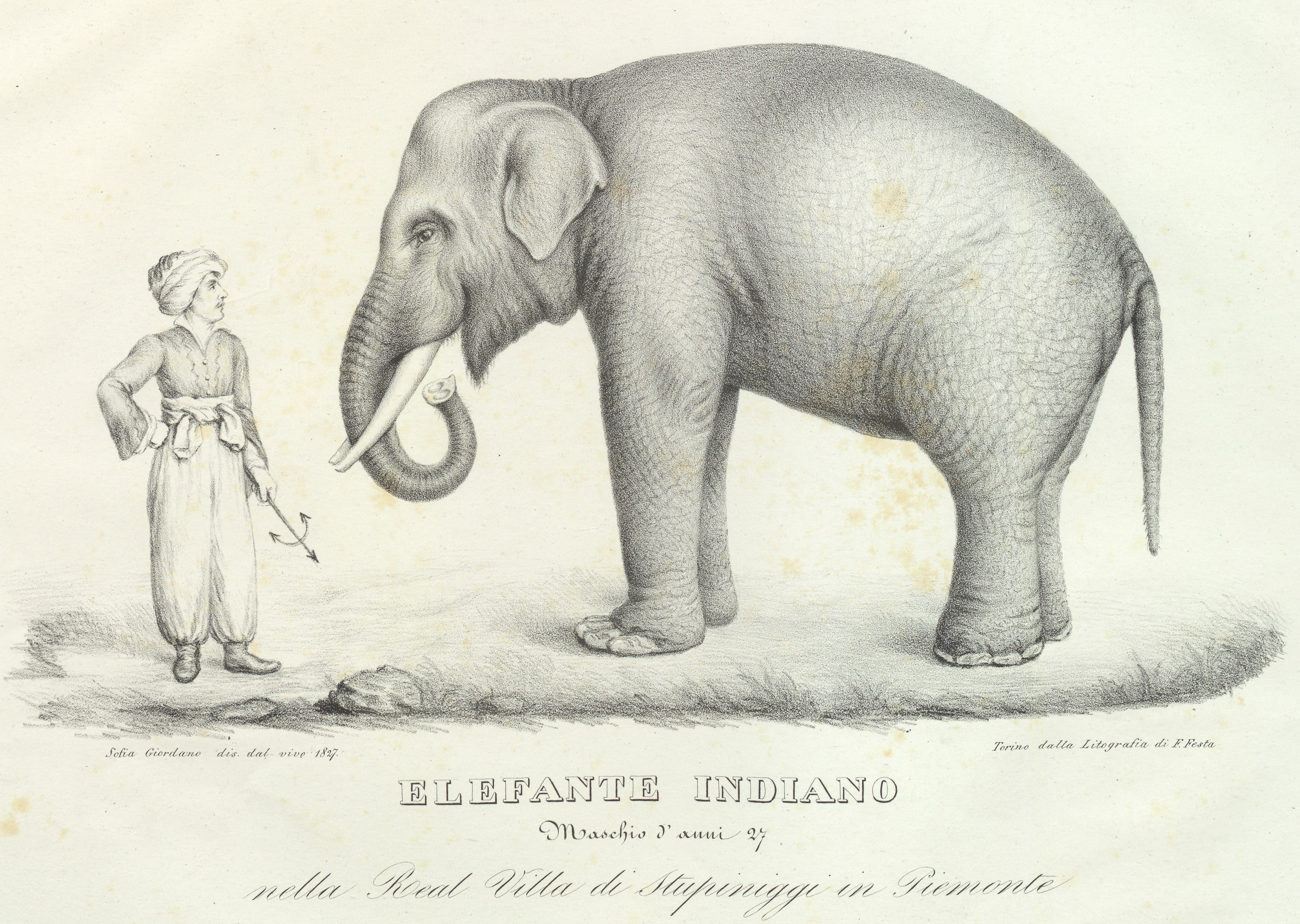
L'elefante indiano Fritz nella Real Villa di Stupinigi, 1827

Nell'Ottocento ospitò per diversi anni un elefante indiano maschio, che era stato regalato a Carlo Felice. L'elefante Fritz divenne famoso, ma dopo qualche anno impazzì e incominciò a distruggere ciò che lo circondava (i segni sono ancora visibili sulle parti in legno); venne abbattuto e donato al museo zoologico dell'università di Torino; l'animale imbalsamato è in mostra presso il Museo regionale di scienze naturali di Torino. 
Dal 1919 la palazzina di Stupinigi ospita il Museo di arte e ammobiliamento, riunendo al suo interno molti mobili provenienti dalle residenze sabaude oltre ad altri appartenenti alle corti italiane pre-unitarie, come quella dei Borboni di Parma e del loro Palazzo Ducale di Colorno.
Il lungo progetto di restauro, incominciato nel 1988, è stato curato dagli architetti Roberto Gabetti e Maurizio Momo e dallo studio Isolarchitetti (Aimaro Oreglia d'Isola).
La palazzina ospita periodicamente mostre d'arte di livello internazionale.

### Il governatore di Stupinigi

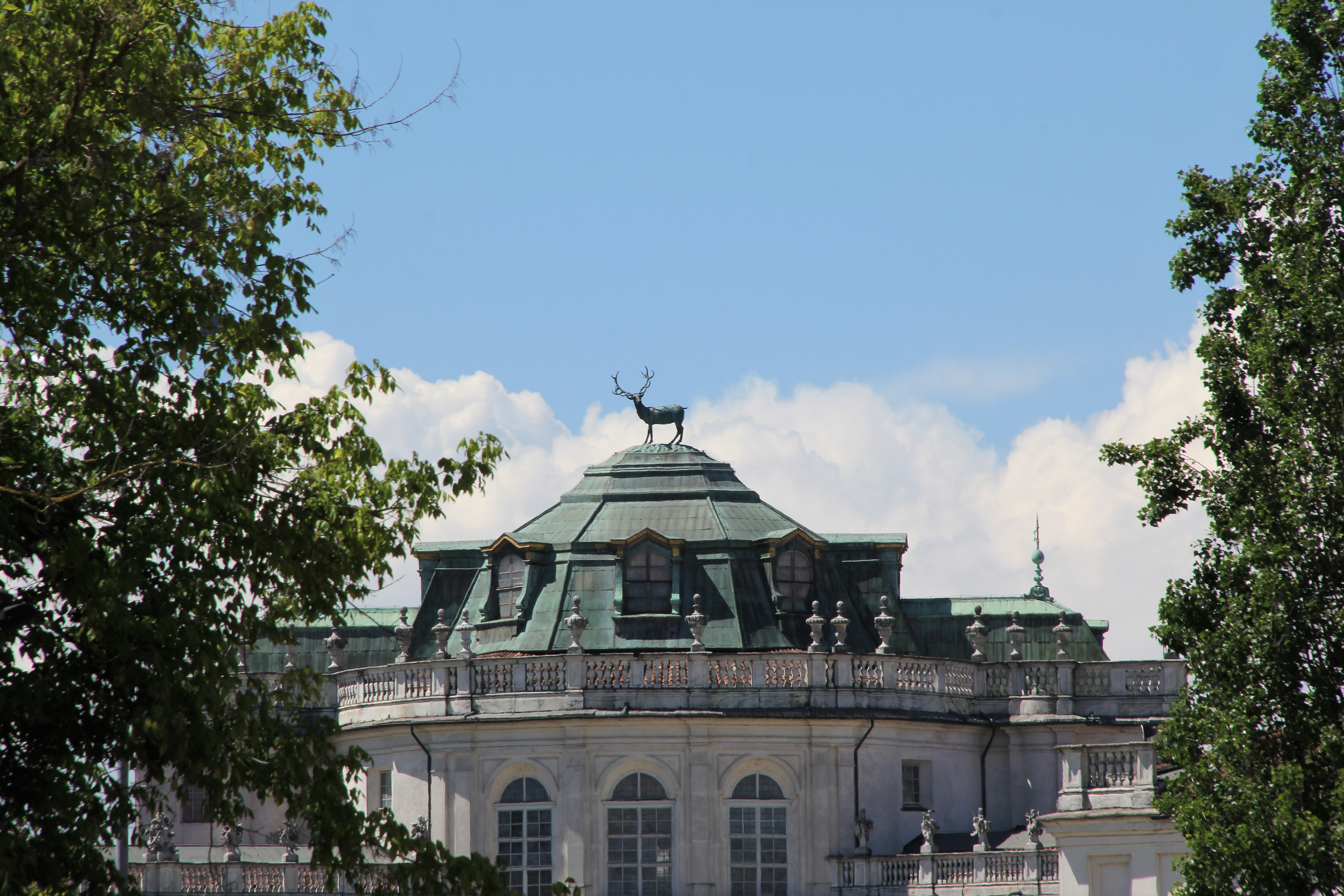
La copia della celebre statua del cervo, opera in bronzo di Francesco Ladatte che sovrasta la cupola del salone centrale della Palazzina.

Al contrario di quanto accadeva nelle altre regge sabaude in Piemonte, la carica di governatore di Stupinigi era assegnata al comandante di Venaria, cioè al numero due dell'organigramma della Reggia. Il governatore di Venaria, infatti, rivestiva anche la carica di gran cacciatore di Savoia e il suo vice era il comandante dell'equipaggio. Poiché Stupinigi veniva utilizzata quasi unicamente come palazzina venatoria, in quei casi l'equipaggio di caccia di Venaria si spostava in essa, nulla di più naturale che al comandante dell'equipaggio delle cacce, nonché numero due della Venaria, fosse assegnato di diritto il comando di Stupinigi. I tre comandanti di Stupinigi che si succedettero fra 1751 e 1836 avevano tutti iniziato la loro carriera alla Reggia di Venaria. Paolo Giuseppe Avogadro di Casanova, comandante dal 1751 al 1769, era stato nominato «gentiluomo della Venaria» nel 1736; Luigi Ciaffaleone di Villabona, comandante dal 1777 al 1791, aveva iniziato la propria carriera a corte come «paggio della Venaria», divenendo «gentiluomo della Venaria» nel 1754; Luigi Umoglio della Vernea, ultimo comandante di Stupinigi, seguì la stessa carriera: «paggio della Venaria» (1770 c.), «gentiluomo della Venaria» (1776) e, infine, comandante nel 1791; perso il suo ruolo durante l'occupazione francese del 1796, lo recuperò alla Restaurazione, mantenendolo sino all'età carloalbertina. Il governatore di Stupinigi, quindi, era tale in quanto comandante dell'equipaggio ed era sottoposto alle dirette dipendente del governatore di Venaria e Gran cacciatore di Savoia.

## Architettura

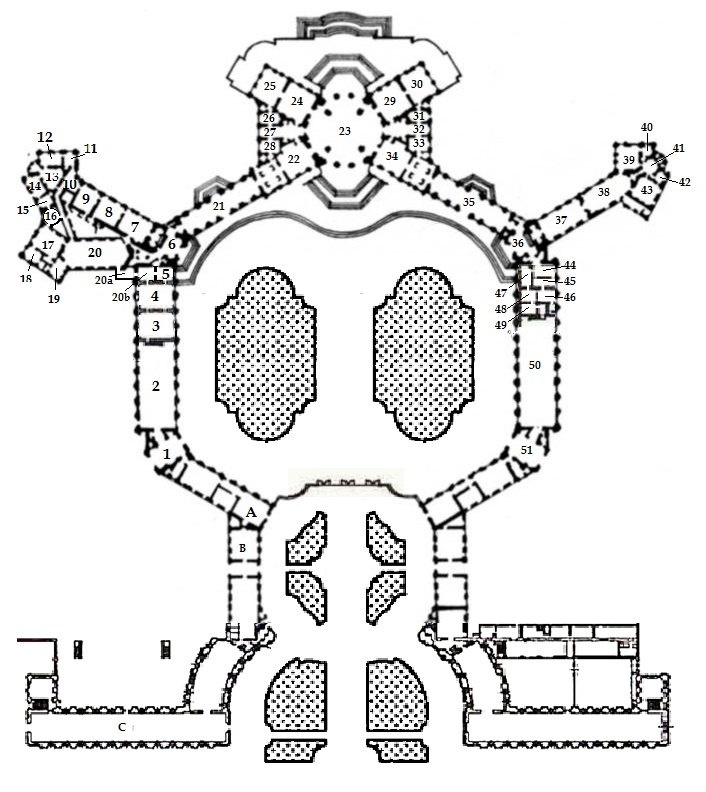
Pianta della Palazzina di caccia di Stupinigi:
1 Ingresso
2 Galleria dei ritratti
3 Antibiblioteca
4 Biblioteca
5 Saletta di passaggio
Appartamento del duca di Chiablese
6 Atrio d'ingresso
7 Anticamera
8 Salotto
9 Camera da letto
10 Gabinetto
11 Saletta del pregadio
12 Sala del Bonzanigo
13 Sala delle prospettive
14-15 Sale cinesi
16 Sala esagonale
17 Camera da letto
18 Salotto degli specchi
19 Gabinetto di Paolina Borghese
20 Sala da gioco
20a Saletta di passaggio
20b Sala delle guardarobe
Appartamento del re
21 Galleria del levante
22 Sala degli scudieri
23 Salone centrale
24 Anticamera
25 Camera da letto
26 Sala di toeletta
27 Galleria
Appartamento della regina
29 Anticamera
30 Camera da letto
31 Sala da toeletta
32 Galleria
34 Cappella di Sant'Uberto
Appartamenti del duca di Savoia
35 Galleria di ponente
36 Atrio d'ingresso
37 Prima anticamera
38 Seconda anticamera
39 Camera da letto della duchessa
40-41-42 Salotti
43 Camera da letto del duca
Appartamento del principe di Carignano
44-45-46-47 Salotti
48 Salotto rosso
49 Salotto verde
50 Galleria
51 Atrio di passaggio
Depandances
A Ingresso al complesso
B Guard'arnesi
C Orangèrie

La pianta della palazzina è definita dalla figura dei quattro bracci a croce di Sant'Andrea, intercalati dall'asse centrale che coincide col percorso che da Torino porta alla reggia tramite un bellissimo viale alberato che fiancheggia cascine e scuderie, antiche dipendenze del palazzo.
Il nucleo centrale è costituito da un grande salone centrale di pianta ovale da cui partono quattro bracci più bassi a formare una croce di sant'Andrea. Nei bracci sono situati gli appartamenti reali e quelli per gli ospiti. Il cuore della costruzione è il grande salone ovale a doppia altezza dotato di balconate ad andamento "concavo-convesso", sormontato dalla statua del Cervo, opera di Francesco Ladatte: con l'allontanarsi di Juvarra da Torino (destinazione Madrid), il principe Carlo Emanuele III affidò la direzione dei lavori a Giovanni Tommaso Prunotto, il quale provvide ad ampliare la palazzina partendo dagli schizzi lasciati dall'architetto messinese, cercando così di salvaguardare i complessi giochi di luce e di forme cari al suo predecessore. È così che vennero chiamati a corte, nella "Real Fabrica", un gran numero di artisti per decorare i nuovi ambienti. L'interno è in Rococò italiano, costituito da materiali preziosi come lacche, porcellane, stucchi dorati, specchi e radiche che, oggi, si estendono una superficie di circa 31 000 metri quadrati, mentre 14 000 sono occupati dai fabbricati adiacenti, 150 000 dal parco e 3 800 dalle aiuole esterne; in complesso, sono presenti 137 camere e 17 gallerie.
La costruzione si protende anteriormente racchiudendo un vasto cortile ottagonale, su cui si affacciano gli edifici di servizio.
Tra i pregiati mobili eseguiti per la palazzina vanno ricordati quelli dell'intagliatore Giuseppe Maria Bonzanigo, di Pietro Piffetti e di Luigi Prinotto.
L'edificio conserva decorazioni dei pittori veneziani Giuseppe e Domenico Valeriani, di Gaetano Perego, e del viennese Christan Wehrlin. Vanno ricordati inoltre gli affreschi di Vittorio Amedeo Cignaroli, Gian Battista Crosato e Carlo Andrea Van Loo.

### Ingresso

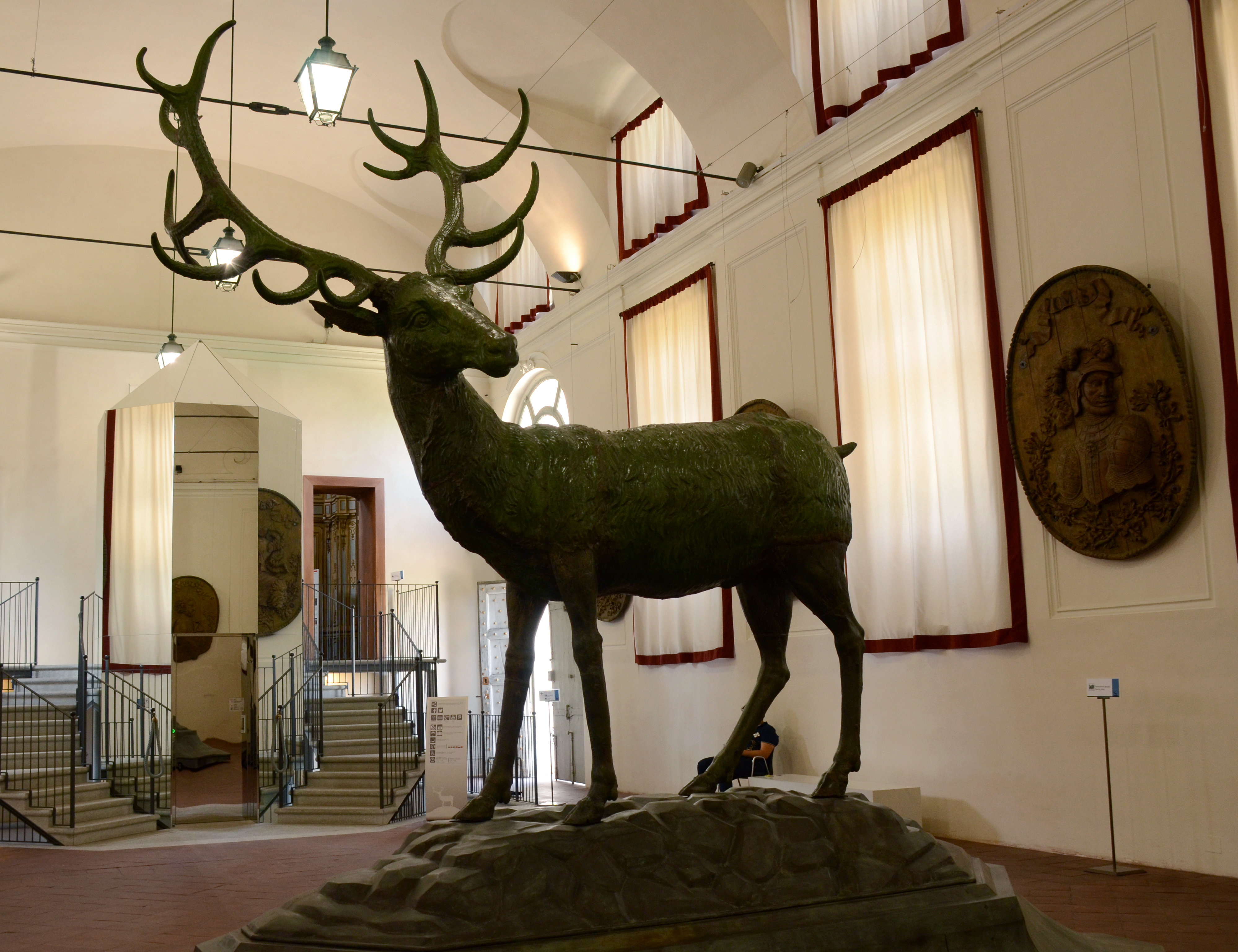
Il cervo realizzato nel 1766 da Francesco Ladatte ed oggi conservato all'ingresso della reggia, sostituito nella posizione originale sopra la cupola da una copia nel 1992.

Partendo dall'ingresso al complesso ("A") si accede alla vasta area della Galleria dei Ritratti ("2") che fu a suo tempo parte delle scuderie laterali progettate e realizzate da Filippo Juvarra dopo il completamento del complesso centrale della palazzina. Questo spazio era dunque utilizzato per la rimessa delle carrozze ed il ricovero dei cavalli durante le battute di caccia. Qui oggi si trova posta la statua originale del cervo di Stupinigi realizzata da Francesco Ladatte nel 1766 che sovrastava la cupola del salone centrale e che è stata posta al riparo nella sala nel 1992 e sostituita con una copia in bronzo moderna per ragioni di conservazione. La scultura è attorniata dai ritratti scolpiti a bassorilievo in legno su commissione di Vittorio Emanuele II ed originariamente destinati al Castello di Moncalieri.
Nell'antibiblioteca prima e nella biblioteca poi ("3" e "4") si può ritrovare il mutamento del gusto di metà Settecento cioè quando l'area delle scuderie venne ridotta per fare spazio ad una biblioteca tramezzata con scaffalature progettate da Benedetto Alfieri e dipinte in colori come l'azzurro, l'avorio e l'oro, corredate da allegorie delle arti e delle scienze dipinte da Giuseppe Nogari come sovraporta.

### Appartamento del duca del Chiablese
Detto anche "Appartamento di Levante" (in opposizione allo speculare Appartamento di Ponente), l'insieme di stanze venne ampliato sotto la direzione di Benedetto Alfieri nel XVIII secolo per accogliere le stanze di Benedetto di Savoia, duca del Chiablese e figlio di re Carlo Emanuele III. L'Appartamento del Levante è stato oggetto di un'opera di restauro finanziata anche grazie ai fondi del Gioco del Lotto, in base a quanto regolato dalla legge 662/96. 

#### Sala da gioco

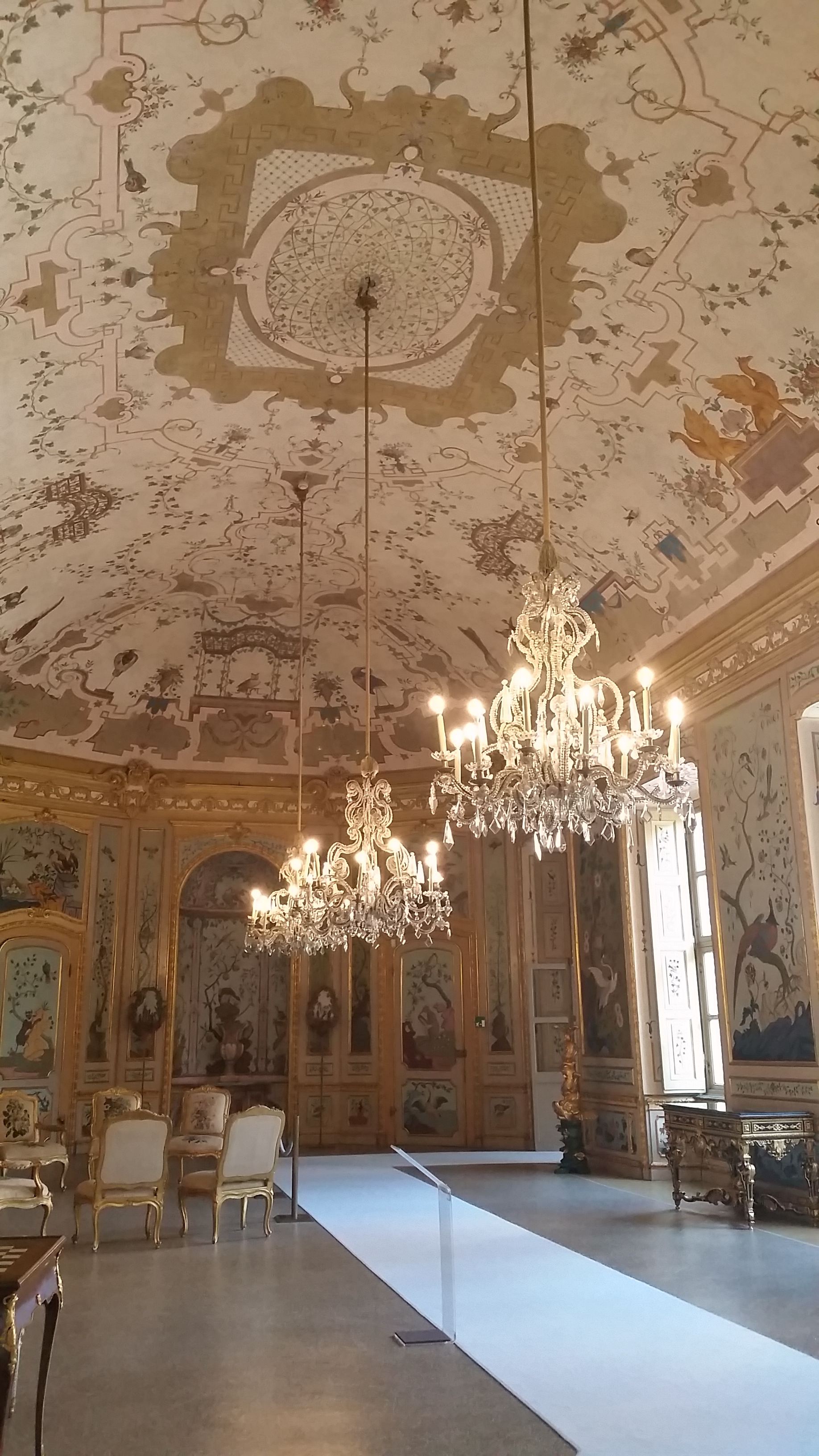
La sala da gioco.

La sala di maggior consistenza per ampiezza e stile negli appartamenti del duca del Chiablese è senz'altro la sala da gioco, un grande spazio destinato allo svago della corte inserito in una sala di forma rettangolare con gli angoli smussati e due grandi nicchie nei lati più corti. Il soffitto, decorato da Giovanni Pietro Pozzo nel 1765, riprende gli stessi motivi esotici e orientaleggianti delle pareti che svolgono il ruolo di elegante cornice al mobilio da gioco presente all'interno della stanza: un salotto della metà del XVIII secolo, un tavolo da gioco in stile Luigi XV con una preziosa scacchiera, intarsiata in ebano e avorio, oltre a una scrivania con raffinate figure in avorio intarsiate dell'inizio del XVIII secolo. Interessanti sono anche le cineserie e le porcellane presenti in questo ambiente che ben si adattano alla decorazione esotica del complesso.

#### Sala degli specchi e gabinetto di Paolina Bonaparte
Queste due sale attigue tra loro, rappresentano un unicum all'interno della reggia. La prima, decorata con un particolarissimo gusto rococò, è decorata con stucchi e specchi dalle pareti al soffitto, sempre su idea di Giovanni Pietro Pozzo nel 1766 con l'aiuto di Michele Antonio Rapous nella realizzazione della boiserie. Più antico è invece il lampadario, che risale agli anni '40 del Settecento e che è decorato con sculture di uccelli in ferro battuto.
Il gabinetto di Paolina Bonaparte deve invece la propria fama al fatto che esso venne fatto attrezzare nelle forme attuali da Paolina Bonaparte, sorella di Napoleone, durante il suo periodo di permanenza al palazzo quando col marito venne nominata governatrice del Piemonte. La stanza, di ridotte dimensioni, accoglie una splendida vasca da bagno in marmo, decorata con bassorilievi rappresentanti le insegne imperiali con l'aquila napoleonica.

#### Sala del Bonzanigo

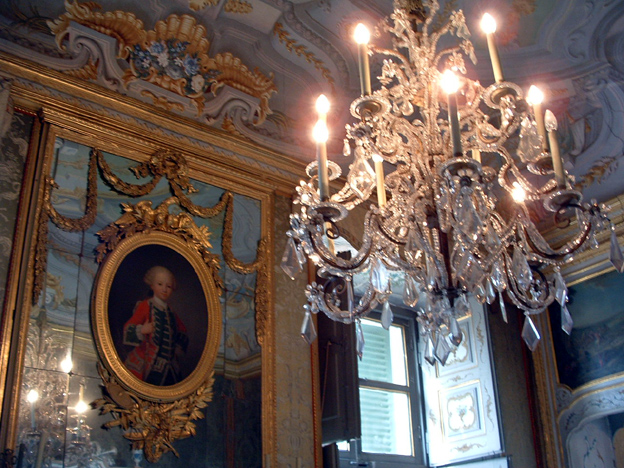
Particolare della sala del Bonzanigo, col ritratto di Giuseppe Benedetto di Savoia, conte di Moriana.

Divenuto celebre per lo stipo (che fungeva da libreria e scrivania) realizzato dal Bonzanigo, cui la sala viene oggi legata, questo ambiente fu teatro del lavoro anche di altri artisti, tra cui Giovanni Battista Alberoni, che realizzò l'affresco del soffitto (1753), e Pietro Domenico Olivero, che ne curò le sovrapporte tra il 1749 e il 1753. A staccare dal barocco delle decorazioni è la mobilia, in stile classicista, tra cui spicca la specchiera del Bonzanigo che incastona un ritratto ovale (la cui cornice è sempre dell'artista astigiano) raffigurante Giuseppe Benedetto di Savoia, conte di Moriana.

#### Saletta del pregadio
Detto anche "sala delle Cacce", questo ambiente è decorato con una stoffa damascata verde alle pareti e con scene di caccia dipinte nel 1753 dal pittore piemontese Giovanni Battista Alberoni. La fama e il nome della sala stessa rimandano però a un "pregadio", ovvero un inginocchiatoio finemente intarsiato dall'ebanista Pietro Piffetti nel 1758, realizzato in radica di noce con inclusioni in bronzo dorato e contraddistinto da una fastosa cimasa.

#### Camera da letto

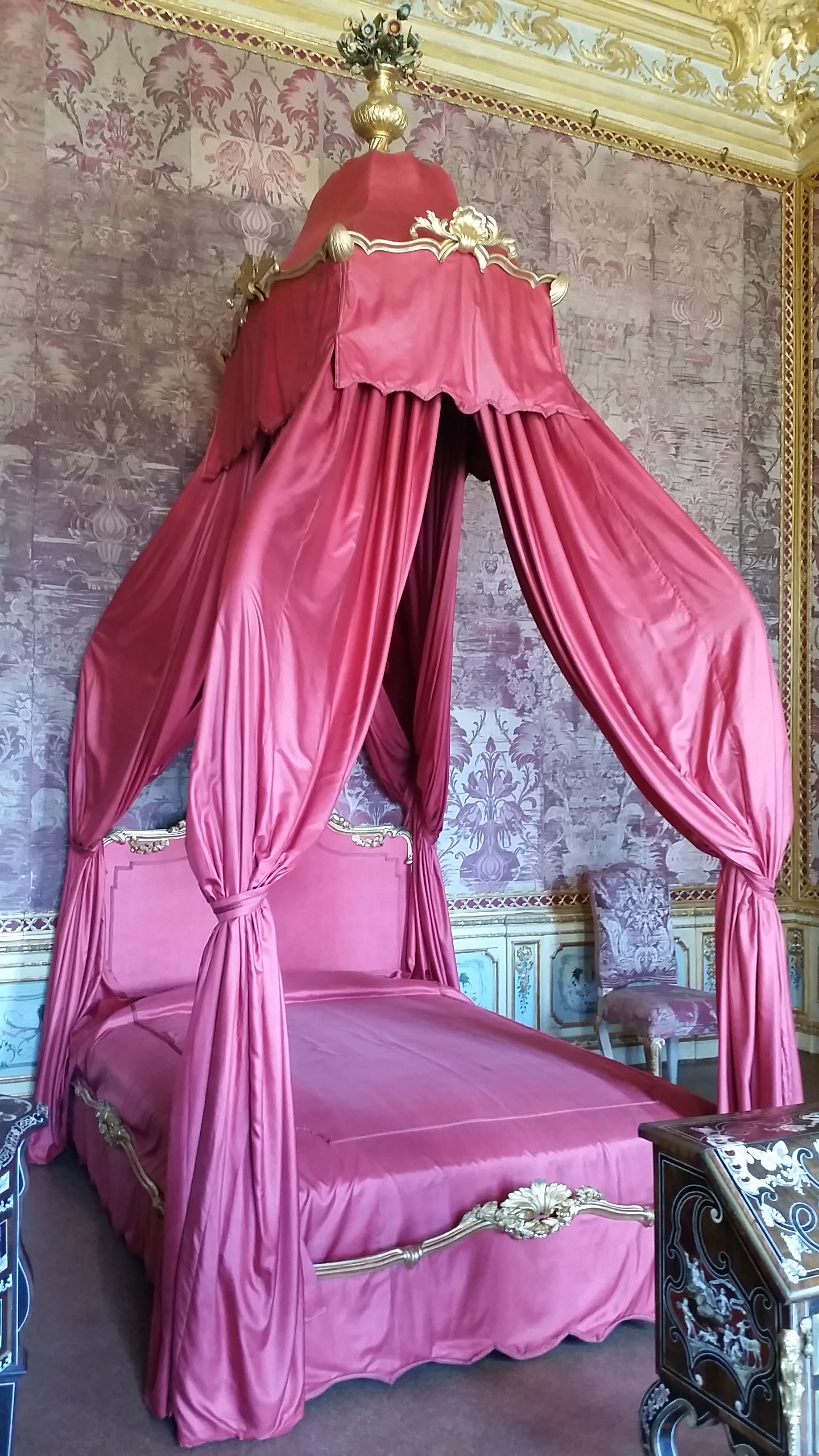
Il letto a baldacchino nell'appartamento del duca del Chiablese

La camera da letto del duca ("17") è contraddistinta da una stoffa da parati di colore rosso violaceo originale, con sovraporta decorati nel 1763 da Michele Antonio Rapous con motivi di fiori e frutta. Qui sono raccolti alcuni tra i più importanti e preziosi mobili di stile piemontese presenti nella palazzina di caccia tra cui spiccano un cassettone, una scrivania e un inginocchiatoio realizzati dall'ebanista Pietro Piffetti con intarsi di vari legni, avorio, ottone, tartaruga e madreperla. Nella stanza si trova un letto a baldacchino con panneggi rossi di stile Luigi XV.

### Appartamento della regina
L'appartamento della regina venne realizzato negli anni trenta del Settecento per Polissena d'Assia-Rheinfels-Rotenburg, moglie di Carlo Emanuele III di Savoia, al fine di ospitarla durante le permanenze della corte al palazzo per le stagionali battute di caccia.

#### Anticamera e camera della regina
Affrescata tra il 1733 e il 1734 dal pittore Giovanni Battista Crosato (già operante alla villa La Tesoriera) con il dipinto sul soffitto raffigurante Il sacrificio di Ifigenia, attorniato da vedute settecentesche, l'anticamera della regina è una delle quattro sale che si affacciano sul salone centrale della palazzina. Tra il 1738 e il 1739 gli affreschi vennero affiancati dalla nuova produzione del pittore Francesco Casoli, che vennero in parte affiancati dall'opera di Giuseppe Maria Bonzanigo che rimaneggiò la sala dal 1786, riproponendola in stile Luigi XVI. In questa anticamera si trovano quattro tele ovali raffiguranti principesse di casa Savoia, di artista sconosciuto, tra cui Maria Giovanna Battista di Savoia-Nemours e Maria Cristina di Borbone-Francia. Interessanti sono le decorazioni di cornice alle pareti, realizzate in vetro blu e metallo dorato, realizzate sempre ad opera del Bonzanigo.
Nella confinante camera da letto della regina, invece, il soffitto è affrescato da Charles-André van Loo con un Riposo di Diana tra le ninfe associato a boiserie d'epoca e a decorazioni a rocaille. Annessa alla stanza da letto si trova il gabinetto della toeletta della regina, decorato con figure cinesi e putti policromi.

### Appartamento del re
Anche questo appartamento, come quello gemello degli appartamenti della regina, disponeva di un'anticamera, una stanza da letto e di un gabinetto di toeletta riservate al sovrano. Gli spazi vennero realizzati per Carlo Emanuele III di Savoia nei primi anni '30 del Settecento e poi rimodernati per volere di Vittorio Amedeo III nella seconda metà dello stesso secolo.

#### Sala degli Scudieri
Anch'essa, come le precedenti anticamere descritte, collegata al salone principale della palazzina, la sala degli Scudieri, fu uno dei primi ambienti della struttura a essere affrescato, nel 1733, per opera di Giovanni Battista Crosato e Gerolamo Mengozzi Colonna con scene mitologiche. Al contrario, la realizzazione di porte e sovrapporte dipinte risale solo al 1778, quando Vittorio Amedeo Cignaroli ritrasse scene di caccia al cervo nelle residenze sabaude, dipinti forse ispirati dal ciclo di cacce ideali realizzato dal fiammingo Jean Miel per la Reggia di Venaria Reale.

#### Anticamera e camera del re

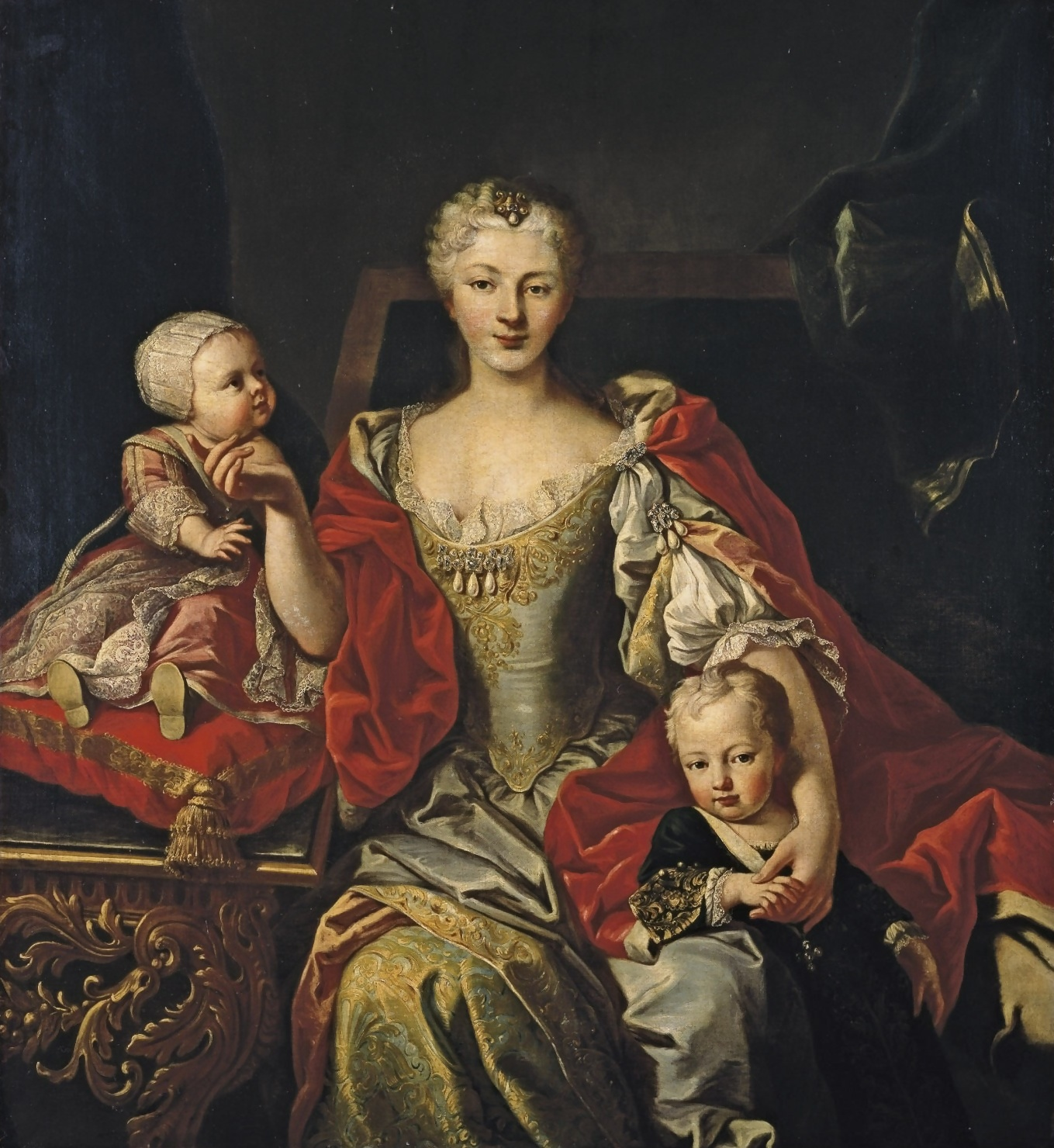
Polissena Cristina d'Assia-Rotenburg, regina di Sardegna, con i due figli maggiori: Vittorio Amedeo ed Eleonora, ritratto di Martin van Meytens presente nel gabinetto della camera del re.

Rimasta incompiuta fino al 1737 per la partenza di Filippo Juvarra per la corte spagnola, l'anticamera del re venne affidata, come del resto altre ali della palazzina, alla supervisione di Giovanni Tommaso Prunotto, succeduto al messinese nella fabbrica di Stupinigi. Gli affreschi vennero affidati a Michele Antonio Milocco con scene tratte sempre dal mito di Diana, dipinte sotto il controllo diretto di Claudio Francesco Beaumont. La mobilia presente è in stile Luigi XV e Luigi XVI; di particolare pregio le sovrapporte e le decorazioni su di esse, con tele di Pietro Domenico Olivero. Alle pareti si trovano ritratti a firma di Jean-Étienne Liotard.
La camera da letto del re, attigua all'anticamera, porta alle pareti una stoffa da parati non originale in quanto rifatta dopo la seconda guerra mondiale a causa dei gravi danni subiti nel tempo. Oltre a quadri di Jean-Étienne Liotard, le pareti presentano anche sovrapporta a grottesche eseguiti da Giovanni Francesco Fariano. Interessanti in questa stanza sono un pregadio e un medagliere di Pietro Piffetti della prima metà del Settecento. Nel gabinetto del sovrano, adiacente alla camera da letto, si trova inoltre uno splendido ritratto della regina Polissena Cristina d'Assia-Rotenburg con i figli, eseguito dal pittore Martin van Meytens.

#### Cappella di Sant'Uberto
Denominata fino al 1767 "Sala delli Buffetti" per via dei banchetti che qui si tenevano, venne ribattezzata "cappella di Sant'Uberto" quando fu appunto adibita a cappella dedicata a Sant'Uberto o, meglio appunto, anticappella, in relazione al vero e proprio spazio religioso realizzato dietro la parete maggiore, coperto di norma alla vista da due grandi antoni di legno dipinti. Alla trasformazione della Sala delli Buffetti lavorarono Ignazio Birago, Giacomo Borri, Ignazio Nipote e Gaetano Perego, che ne decorarono il soffitto e curarono gli stucchi.

### Il salone centrale

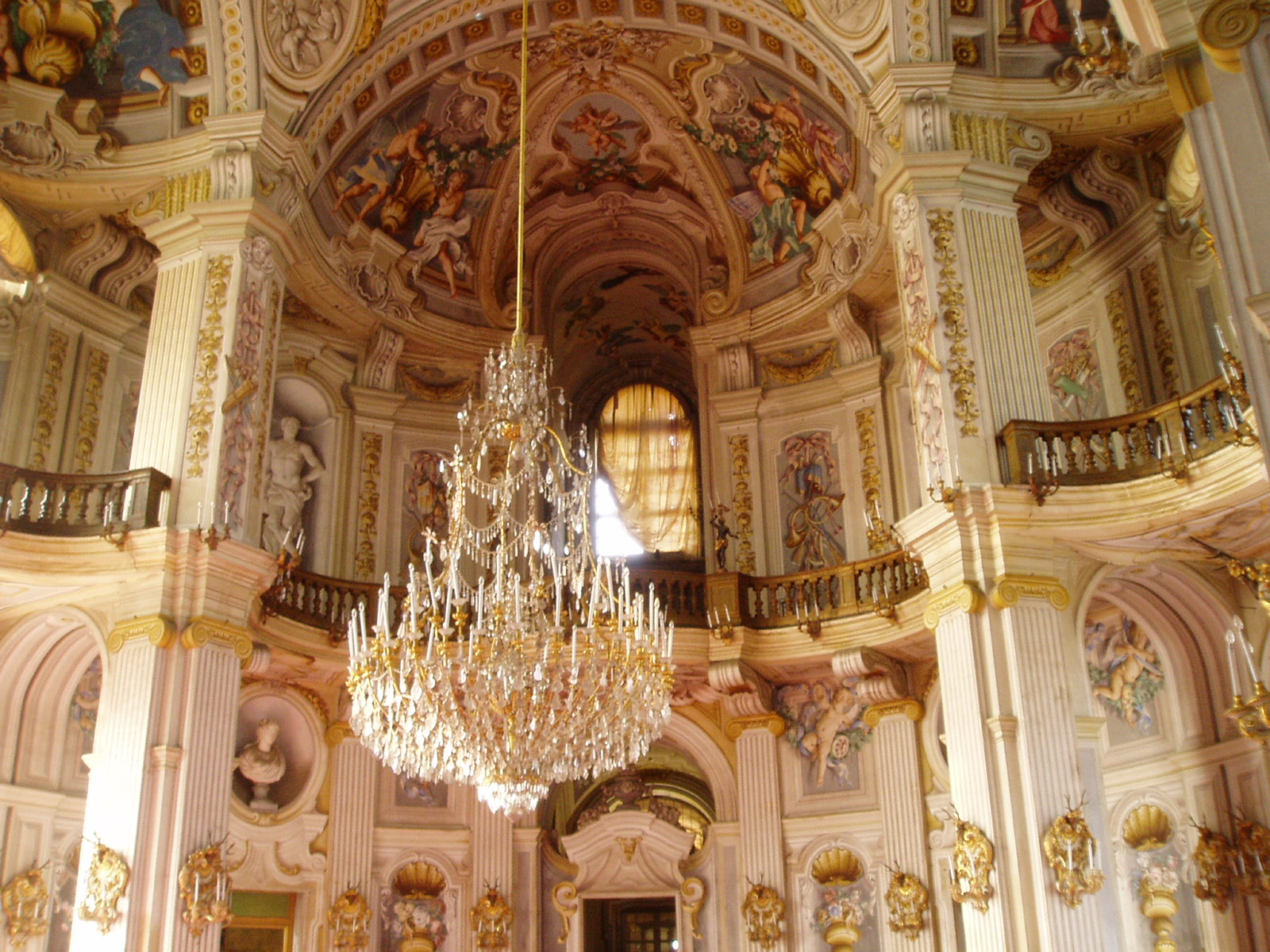
Il sontuoso salone centrale della Palazzina.

Il salone centrale, vero e proprio cuore della palazzina, fu la prima idea dello Juvarra a essere portata a termine e il fulcro attorno al quale si sviluppò il suo intero progetto per il complesso. La sala si presenta come un grande ambiente di forma ovale culminante con una cupola chiusa da un soffitto a volta, senza tiburio né aperture superiori. Già nel 1730, la struttura muraria dello stesso salone poteva dirsi conclusa e il 10 febbraio 1731 il re commissionava ai fratelli bolognesi Giuseppe e Domenico Valeriani un grande affresco sulla volta, raffigurante il Trionfo di Diana, la dea classica della caccia che appare nella raffigurazione tra le nubi, al di sopra di un carro celeste sovrastante selve e boschi. Attorno si trovano inoltre putti con selvaggina o ghirlande di fiori, affiancati da ninfe e da geni silvani. All'apice dei quattro pilastri che sorreggono la cupola del salone, appena sotto il grande affresco, si trovano quattro medaglioni monocromi che rappresentano altri episodi relativi alla medesima divinità. I lavori per la realizzazione di tali affreschi iniziarono già l'8 marzo, concludendosi nel 1733. Sembra che lo Juvarra abbia imposto lo schema delle quadrature ai due fratelli per non rovinare il suo complesso disegno d'insieme: tale ipotesi appare avvalorata dalle finte architetture della volta, di stile juvarriano appunto.

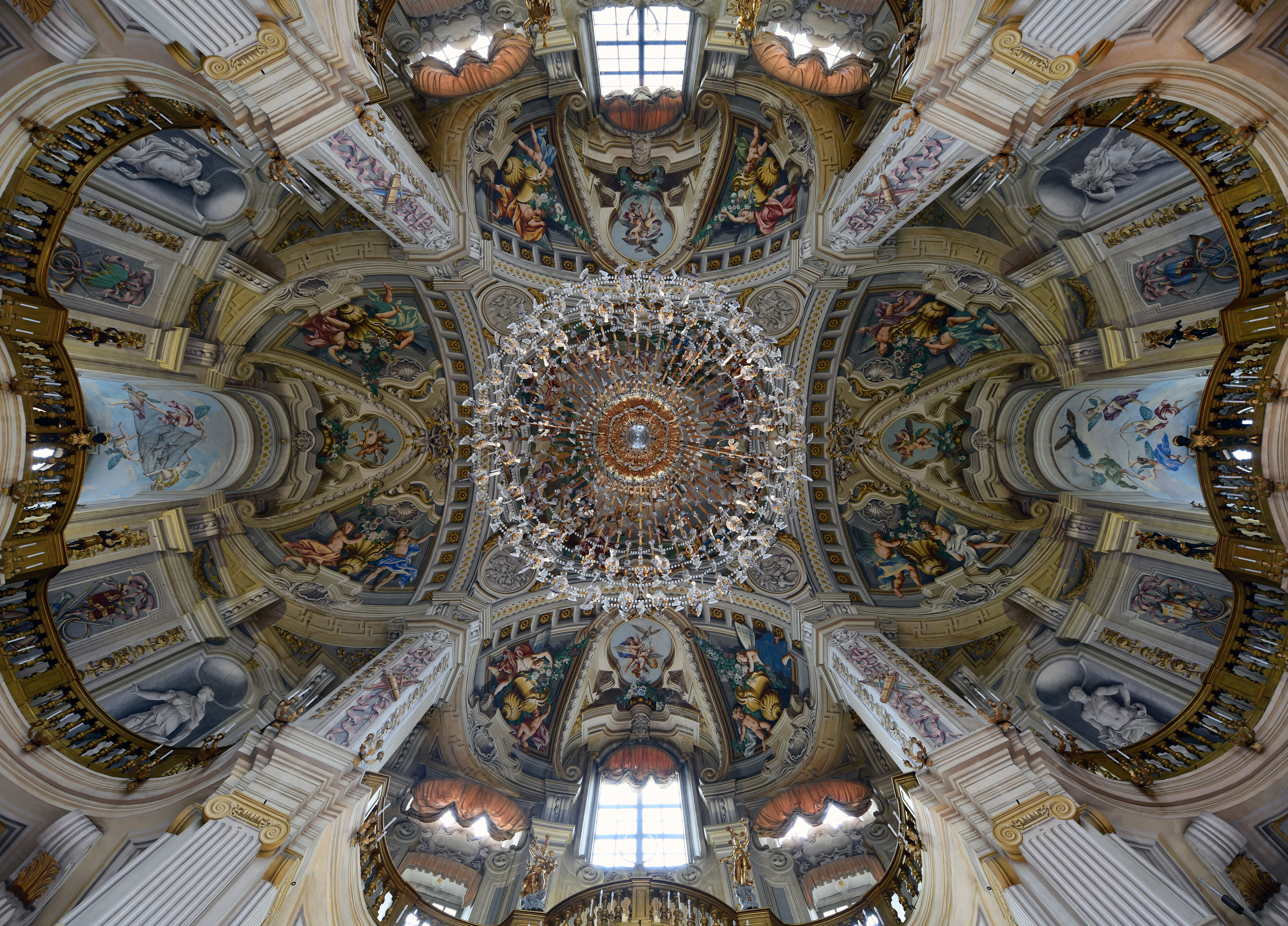
Particolare degli affreschi della volta superiore.

Scomparso Juvarra, non venne più ultimata l'idea dell'artista messinese di porre dei grandi gruppi scultorei di cani e cervi presso i grandi finestroni del salone per non limitare eccessivamente la splendida vista prospettica di cui ancora oggi si gode guardando all'esterno. In compenso, venne completato il progetto, affidato a Giuseppe Marocco, delle trentasei ventole (appliques) in legno con teste di cervo che danno sfoggio di sé sulle pareti della sala. Dello stesso periodo sono gli intarsi in legno dorato della balaustra dei cantori nella parte superiore del salone e i paracamini, dipinti dal lombardo Giovanni Crivelli (1733).
Da segnalare, ancora, i quattro busti in marmo realizzati nel 1773 da Giovanni Battista Bernero, che sovrastano altrettanti ingressi al salone e che rappresentano divinità minori legate alla caccia ed ai campi: Cerere, Pomona, Naiade e Napea.
Il salone, intriso nella sua struttura e nelle se decorazioni di tutta quella teatralità propria dell'architettura del Settecento, attirò anche l'attenzione di diversi contemporanei che ebbero modo di vederlo personalmente come l'incisore francese Charles Nicolas Cochin, custode del Gabinetto dei Disegni del re di Francia a Versailles, il quale però ne criticò la sovrabbondanza di decori e l'eccessiva eccentricità. Dello stesso parere, seppur ammirato, rimaneva Joseph Jerome Lalande, il quale riportò come lo Juvarra si fosse quasi completamente concentrato sul salone, lasciando in secondo piano tutto il resto e rivelando come esso si predisponesse come il "sogno di un architetto", troppo azzardato per un palazzo cittadino e attuabile solo per una sontuosa residenza di campagna.

### Appartamento del duca di Savoia
Detto anche Appartamento di Ponente (in opposizione allo speculare Appartamento di Levante), l'insieme di stanze venne ampliato sotto la direzione di Benedetto Alfieri nel XVIII secolo per accogliere le stanze di Vittorio Emanuele, duca d'Aosta e figlio di re Vittorio Amedeo III.
L'appartamento si apre all'ingresso con un atrio contraddistinto da due statue rappresentanti rispettivamente Meleagro e Atalanta. Le due anticamere successive sono contraddistinte da una decorazione della seconda metà del XVIII secolo ascrivibili alla scuola del Cignaroli con scene di caccia e di vita agreste, arazzi e mobilio di stile Luigi XIV e Luigi XV.
Le due camere da letto del duca e della duchessa d'Aosta contengono mobilio di stile Luigi XV e Luigi XVI oltre ad altri mobili di manifattura piemontese del XVIII secolo.

### Il giardino della reggia e la tenuta di caccia
A Stupinigi si distinguono chiaramente il giardino della palazzina di caccia e la tenuta di caccia circostante: il complesso, infatti, è inserito all'interno di un vasto giardino geometrico, caratterizzato da un continuo succedersi di aiuole, parterre e viali, che può essere a tutti gli effetti considerato il giardino vero e proprio della reggia. Tale parco, delimitato da un muro di cinta e intersecato da lunghi viali, fu progettato dal giardiniere francese Michael Benard nel 1740.
Il parco di caccia, o tenuta, era invece costituito dalla vasta area di quasi 1 700 ettari che si estendeva al di fuori del parco cintato e che era stata espropriata dal duca Emanuele Filiberto di Savoia nel 1563 ai Pallavicini. Tale area comprendeva terreni e boschi compresi oggi nei comuni di Nichelino, Orbassano e Candiolo.
Il territorio, che nei secoli rimase col resto della palazzina a disposizione delle cacce dei Savoia, nel 1992 è stato posto sotto tutela con l'istituzione del parco naturale di Stupinigi per la salvaguardia della discreta varietà faunistica che lo popola.

#### Laménageriedi Stupinigi

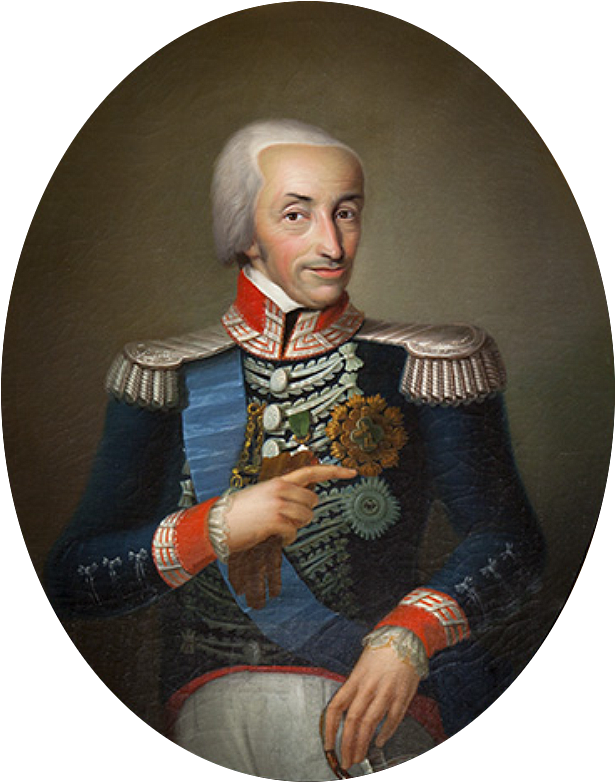
Re Vittorio Emanuele I di Savoia istituì la prima ménagerie della Palazzina di caccia di Stupinigi nel 1814.

A Stupinigi la prima ménagerie o giardino zoologico venne costruito all'interno della reggia nell'anno 1814, subito dopo la Restaurazione. Gli animali a disposizione della gioia della corte, erano infatti inizialmente stati accolti presso la località di Vicomanino, in una serie di locali di dipendenza riadattati allo scopo.
Gli animali vennero trasferiti dal 18 marzo 1826, su istanza del conte Giovan Battista Camillo Richelmy di Bovile, gran cacciatore di Sua Maestà, il quale chiese che gli animali presenti nel complesso potessero essere trasferiti nel padiglione a sinistra (attuale fabbricato San Carlo), in particolare per salvaguardare gli animali esotici provenienti da climi molto diversi da quello piemontese.
Questa ménagerie si occupava non solo di nutrire ed allevare animali per il diletto della corte e per il giardino zoologico dei sovrani sabaudi, ma anche di rifornire la selvaggina necessaria per le cacce che nella tenuta si tenevano ancora regolarmente. I daini nella tenuta di caccia erano circa 2 000.
Fu nuovamente il conte Richelmy, sempre nel 1826, a interessarsi affinché venisse predisposto lo spazio necessario ad accogliere un grande elefante indiano che il governatore dell'Egitto ottomano, Mehmet Ali, aveva donato a Carlo Felice di Savoia. L'anno successivo, il 4 giugno, l'animale (chiamato Fritz) fece il suo solenne ingresso nella tenuta di Stupinigi, venendo affidato alle cure del suo guardiano personale, Stefano Novarino. L'enorme animale rimase al suo posto sino al 3 novembre 1847, quando uccise con un colpo di proboscide il nuovo guardiano ventinovenne affidatogli. L'incidente, unitamente ai costi eccessivi per il suo mantenimento (circa 17 000 lire annue), portò alla fine alla soppressione dell'animale, che avvenne la sera dell'8 novembre 1852 tramite asfissia, con esalazioni di acido carbonico che durarono per sei ore consecutive. L'elefante aveva 53 anni alla sua morte. Le carni dell'animale vennero vendute a caro prezzo, mentre la pelle venne posta nell'attuale Museo Regionale di Scienze Naturali di Torino.
Lo stesso Richelmy evidenziò nella sua relazione come, tra le specie, facenti parte della ménagerie reale a Stupinigi figurassero "un giaguaro maschio d'America, due orsi femmine della Savoia, due sciacalli maschi dall'Africa, un casuario, dei canguri, un lupo, alcuni cinghiali, molti uccelli tra cui un'aquila ed alcuni avvoltoi".
Sempre nel 1852, Vittorio Emanuele II, che pure fu uno dei sostenitori della ripresa di Stupinigi come palazzina di caccia, decretò il trasferimento degli animali rimasti al giardino del Palazzo Reale di Torino, compresi i cavalli utilizzati per le battute.

## La palazzina di caccia nella cultura di massa
- Palazzina di caccia di Stupinigi in particolare nell'appartamento di Carlo Felice dal 22 maggio al 15 giugno 1987 ha ospitato la mostra di pittura della pittrice Cecoslovacca Jindra Husàrikovà
- Gli esterni della Palazzina di caccia di Stupinigi hanno ospitato tutte le puntate della 27ª edizione dei Giochi senza frontiere (1996).
- Nel febbraio 2004 vennero rubati dal museo 27 oggetti (tra i quali alcuni capolavori di Piffetti, Bonzanigo e Prinotto) e quattro dipinti, per un valore di 40 milioni di euro. Fortunatamente tutti i pezzi furono ritrovati in buone condizioni il 26 novembre 2005, in un campo nei pressi di Villastellone.
- La palazzina ha ospitato le riprese di alcune scene della fiction Mediaset Elisa di Rivombrosa.
- All'interno del parco della palazzina si è svolta la fase di qualificazione e di eliminazione dei campionati mondiali di tiro con l'arco 2011.
- La palazzina ha ospitato le riprese del film Guerra e pace, I banchieri di Dio e del film Prendimi l'anima.
- Nel giugno 2012 è stata il set per la versione televisiva della Cenerentola di Rossini, diretta da Carlo Verdone.
- Nel luglio 2016 è stata il set del film Ulysses - A Dark Odyssey (2018).
- Nell'aprile 2019 è stata il set del film di The King's Man - Le origini (2022)
- Nel 2018 la residenza sabauda apre le porte alla musica rock e diviene location esclusiva di Sonic Park Stupinigi (25 giugno / 11 luglio), festival nato per ospitare eventi musicali d'eccellenza e rafforzare la presenza in Italia di location di rilievo in cui proporre artisti internazionali. Attrazione di punta della 1ª edizione i Deep Purple.
- Nel 2019, all'interno della 2ª edizione dello stesso festival, si esibirono i King Crimson di Robert Fripp, in Italia per il tour celebrativo dei 50 anni della loro carriera[16].
- Nel 2022 vengono girate alcune scene di un episodio della seconda stagione della serie televisiva di Netflix Guida astrologica per cuori infranti.